# Beleg van Eindhoven (1583)
Het Beleg van Eindhoven was een belegering van de stad Eindhoven in het noorden van het hertogdom Brabant (tegenwoordig Noord-Brabant) die duurde van februari 1583 tot 23 april 1583, tijdens de Tachtigjarige Oorlog. Na een beleg van drie maanden volgde een eervolle overgave van de Eindhovense bezetting en werd de stad ingenomen door het leger van Vlaanderen.

## Aanloop
Maarten van Rossum had Eindhoven in 1543 nog ingenomen en de stad versterkt. In 1552 brandde de stad echter volledig af. Na de herbouw werd op 1 januari 1581 de stad bij verrassing door de Staatsen ingenomen waarbij bijna de gehele Spaanse verdediging om het leven kwam. De Staatse troepen verzuimden echter Eindhoven behoorlijk te versterken, zodat dezelfde maand de stad weer door Claudius van Berlaymont en Karel von Mansfeld bestormd en ingenomen werd. In de nacht van 7 op 8 januari 1583 werd Eindhoven opnieuw ingenomen door de Staatsen ditmaal onder leiding van de Fransman Bennivet. Bij de overrompeling waren 50 'Spaanse' soldaten om het leven gekomen. De rest van de bezetting was op het kasteel gevlucht, maar moest zich snel overgeven. Daarna werden o.a. Helmond en Horst ingenomen. Alexander Farnese had echter zijn zinnen gezet op dit gebied en zond nu Barlaymont en Von Mansfeld opnieuw naar Eindhoven om deze stad als eerste in te nemen. Op 7 februari stonden zij met de koninklijke legers voor de poorten van Eindhoven.

## Beleg en nasleep
Aanvankelijk dachten zij dat Eindhoven snel ingenomen zou zijn, maar in de nacht van 25 februari ondernam de bezetter van de stad een uitval. Maar zij werden, met achterlating van 18 soldaten die gevangen werden genomen, weer terug de stad in gedreven. De gevangenen werden ondervraagd en daaruit bleek dat Eindhoven gebrek had aan voedsel en voorraden. De belegeraars besloten daarop de stad af te sluiten van de buitenwereld, en sloten alle toegangswegen middels schansen af, met als doel de stad uit te hongeren. Bevelhebber Bennivet verdedigde de stad nu drie maanden lang met 800 man Schotten en Fransen. Door een Staats verdrag met Frans van Anjou trok de maarschalk van Frankrijk naar het noorden om de stad te ontzetten. Intussen had de tactiek van uithongering succes. De honger was na drie maanden zo nijpend dat dat men binnen de wallen alle paarden, honden en katten had moeten opeten. De belegeraars boden onder druk van de komst van een ontzettingsleger nu de bezetting onder leiding van hopman Bennivet een gunstige en eervolle aftocht aan, met medeneming van wapenen en bagage en vliegende vaandels mochten zij de stad verlaten. Die werd op 23 april geaccepteerd waarop zij de stad verlieten. De Maarschalk van Frankrijk die een ontzet had moeten bieden nam onderweg naar Eindhoven het kasteel van Viersel in en daarbij was een goede vriend van hem om het leven gekomen, die een eervolle begrafenis in Antwerpen kreeg. Tijdens de begrafenis hoorde hij van de val van Eindhoven en trok daarop naar Roosendaal om daar het kasteel van Woude in te nemen.
Karel van Mansfeld had zijn zinnen gezet op Turnhout. Eindhoven zelf werd niet geschikt bevonden om dienst te doen als garnizoensstad. De vestingwerken waren door drie maanden beschieten ook niet meer in een goede staat, waarop werd besloten de stad ontmantelen.